# غانیه، ادلب
غانیه (به عربی: غانیة) یک روستا در سوریه است که در ناحیه مرکزی جسر الشغور واقع شده‌است. غانیه ۱٬۲۰۵ نفر جمعیت دارد.